# Harmeet Singh
Harmeet Singh (ur. 12 listopada 1990 w Oslo) – norweski piłkarz indyjskiego pochodzenia grający na pozycji pomocnika w klubie Sarpsborg 08 FF.
Singh swoją karierę rozpoczął w młodzieżowym zespole z Oslo, Multi Sports Club Furuset IF, z którego w 2007 roku w wieku szesnastu lat przeniósł się do Vålerenga Fotball. W niej zadebiutował u Martina Andersena, gdy pojawił się na boisku w zremisowanym 1–1 spotkaniu z Rosenborgiem BK w 2008 roku.
23 września 2009 Singh po raz pierwszy wpisał się na listę strzelców, pokonując bramkarza Molde FK w półfinale Pucharu Norwegii, a jego bramka nominowana została do trafienia roku 2009 w Norwegii. Na Ullevaal Stadion Singh tworzył duet pomocników z Mohammedem Fellachem. Z Valerengą zdobył w 2008 roku krajowe trofeum, został wicemistrzem Superfinalen w 2009 roku i 2010 Tippeligaen.
5 lipca 2012 oficjalnie związał się kontraktem z Feyenoordem. Podpisał dwuletnią umowę, w której zawarto opcję przedłużenia jej o kolejne dwa lata. Wysokość transferu nie została ujawniona.
W Rotterdamie grał z nr 16.
W 2014 roku odszedł do Molde FK. 21 marca 2017 przeszedł ostatnie testy szkoleniowe w Wiśle Płock oraz podpisał z klubem umowę. Po południu wziął udział w pierwszym treningu zespołu. Tego dnia Harmeet Singh został oficjalnym zawodnikiem płockiego zespołu. Gra z nr. 6.
Reprezentacyjną karierę rozpoczął od występów w kadrze U-15, później szedł dalej przez U-16, U-17, U-18, U-19 i U-21. 5 czerwca 2009 zadebiutował w zespole U-21 w zremisowanym 1–1 pojedynku z rówieśnikami z Estonii. W reprezentacji narodowej zadebiutował w meczu towarzyskim z Danią. 15 stycznia 2012, gdy Norwegia towarzysko mierzyła się z Danią (1-1), Singh zmienił Simena Brenne.